# Ludwig Baumann (Wehrmachtsdeserteur)

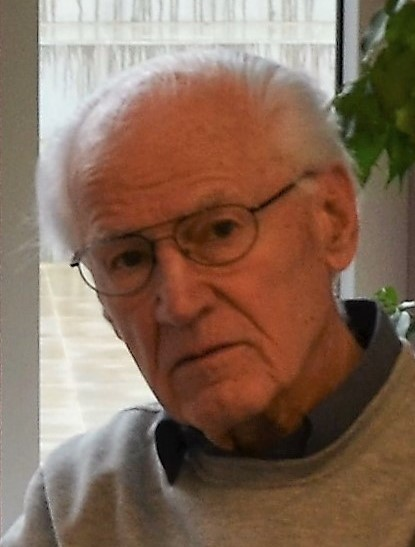
Ludwig Baumann (2014)

Ludwig Baumann (* 13. Dezember 1921 in Hamburg; † 5. Juli 2018 in Bremen) war ein deutscher Wehrmachtsdeserteur und Friedensaktivist.

## Leben
Der Sohn eines Tabakgroßhändlers trat nach der Machtübernahme der Nationalsozialisten weder der Hitlerjugend noch einer anderen Organisation der NSDAP bei. Als 19-Jähriger wurde er zur Kriegsmarine eingezogen. Am 3. Juni 1942 desertierte er zusammen mit Kurt Oldenburg bei Bordeaux in Frankreich. Nach dem Krieg erklärte Ludwig Baumann zu seinen damaligen Motiven: „Ich hatte erkannt, dass es ein verbrecherischer, völkermörderischer Krieg war.“
Am Tag nach der Desertion wurden die beiden an der Grenze zum unbesetzten Teil Frankreichs von einer deutschen Zollstreife gestellt. Obgleich Baumann und Oldenburg bei ihrer Festnahme bewaffnet waren, ließen sie sich – aufgrund ihrer gewaltfreien Gesinnung – widerstandslos festnehmen. Am 30. Juni 1942 wurde Baumann wegen „Fahnenflucht im Felde“ zum Tode verurteilt. Davon, dass die Todesstrafe in eine 12-jährige Zuchthausstrafe umgewandelt wurde, erfuhr er erst nach Monaten, die er in Todesangst in der Todeszelle eines Wehrmachtsgefängnisses verbracht hatte. Jeden Morgen rechnete er mit seiner Hinrichtung. Baumann wurde danach im KZ Esterwegen im Emsland inhaftiert und kam später in das Wehrmachtgefängnis Torgau. In Torgau erlebte er, wie andere Deserteure hingerichtet wurden. Laut einer Hochrechnung der Militärhistoriker Manfred Messerschmidt und Fritz Wüllner wurden in der Zeit des NS-Regimes mindestens 22.750 Deserteure auf Grundlage des Fahnenfluchtparagraphen vom Militärgericht zum Tode verurteilt und 15.000 von ihnen hingerichtet.
Sein Schicksal teilte er im weiteren Verlauf des Zweiten Weltkrieges mit weiteren Opfern der NS-Militärjustiz, die wie er in die so genannte Bewährungstruppe 500 gezwungen wurden, die an der Ostfront in besonders gefährdeten Abschnitten eingesetzt war. Trotzdem überlebte Baumann den Krieg. Nach der Rückkehr aus der Kriegsgefangenschaft in der Sowjetunion hatte er es schwer in einer Gesellschaft, in der Deserteure noch immer als „Feiglinge“ geächtet wurden. In kurzer Zeit vertrank er sein Erbe. Als seine Frau bei der Geburt des sechsten Kindes starb, gelang es ihm, vom Alkohol loszukommen. Schließlich begann Baumann, sich in der Friedens- und Dritte-Welt-Bewegung zu engagieren.

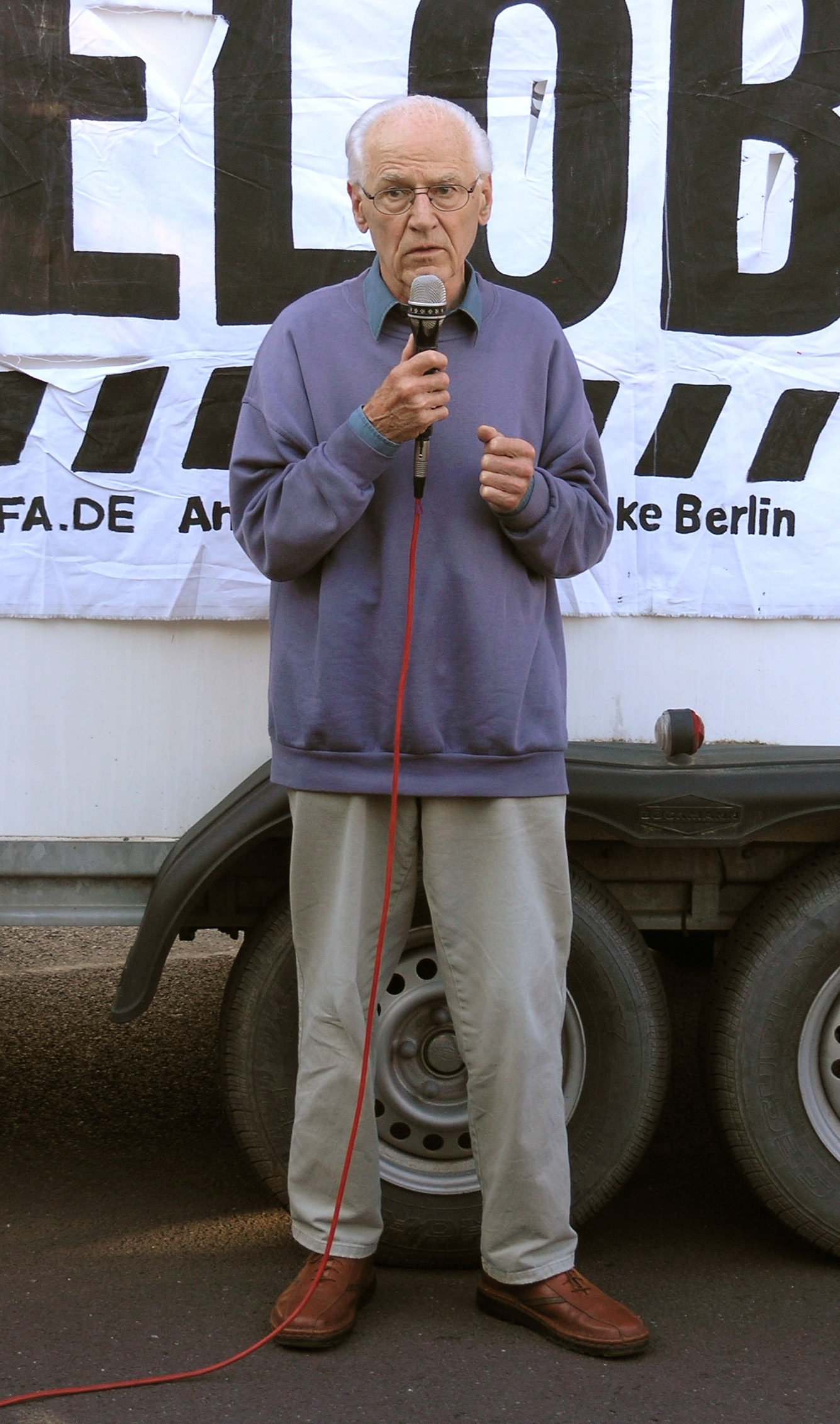
Ludwig Baumann beim Gelöbnix 2008 in Berlin

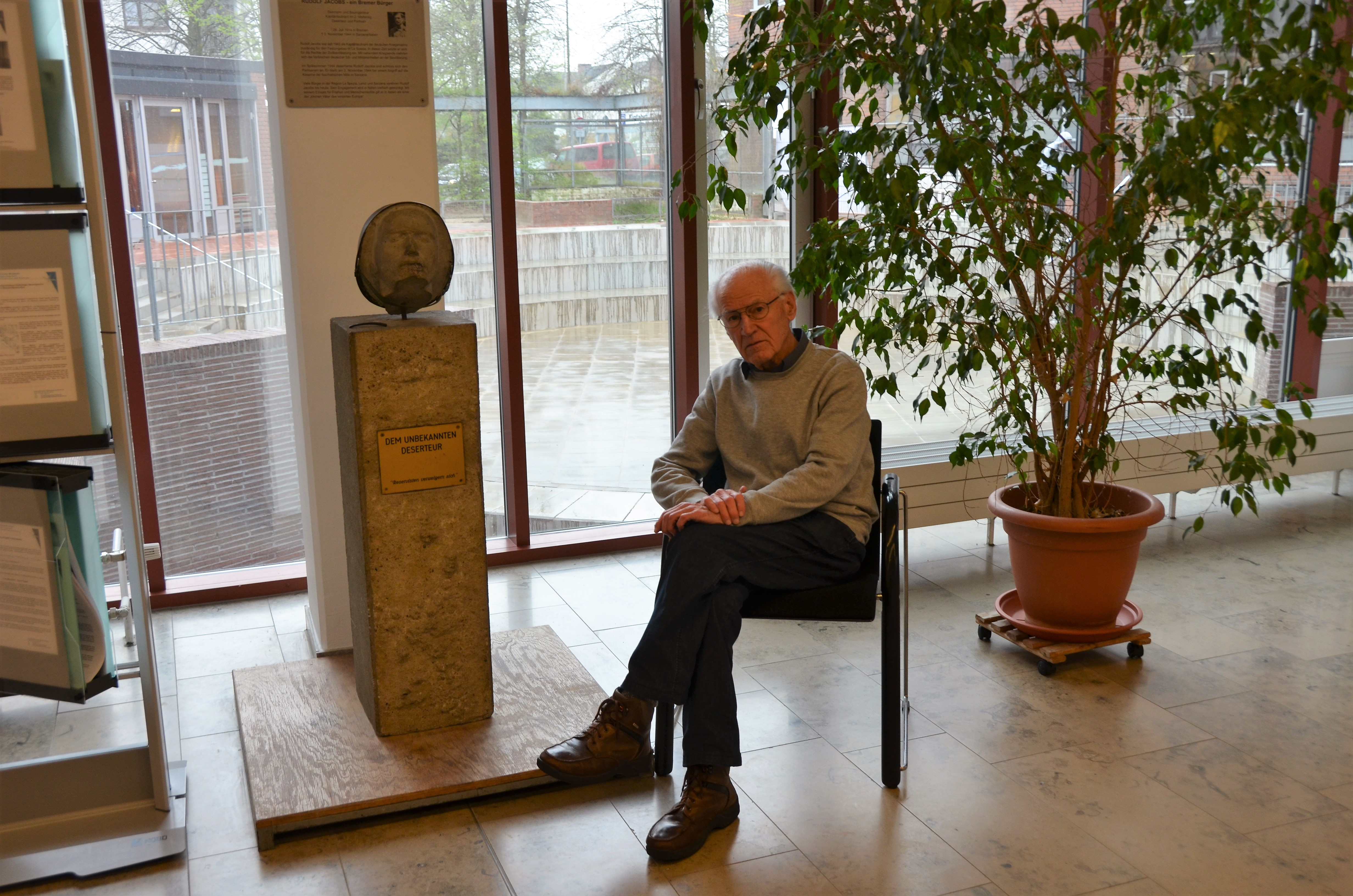
Ludwig Baumann am Denkmal für den unbekannten Deserteur in Bremen-Vegesack

1990 gründete er zusammen mit etwa 40 noch lebenden Wehrmachtsdeserteuren und einigen engagierten Wissenschaftlern und Historikern die Bundesvereinigung Opfer der NS-Militärjustiz, um eine Aufhebung der Unrechtsurteile gegen Deserteure, „Wehrkraftzersetzer“, Selbstverstümmeler und andere Opfer der NS-Militärjustiz durchzusetzen sowie deren vollständige Rehabilitation zu erreichen. 2002 wurde dieses Ziel mit dem Gesetz zur Aufhebung nationalsozialistischer Unrechtsurteile in der Strafrechtspflege erreicht. Im Laufe der Anerkennung war Baumann bei mehreren parlamentarischen Debatten und Beratungen in Bundestagsausschüssen aktiv.
Neben diesem Einsatz für Deserteure und andere von der NS-Gerichtsbarkeit Verfolgte setzte er sich in der Friedensbewegung ein. Bis zur Aussetzung der Wehrpflicht in Deutschland im Juli 2011 versuchte er an jedem Einberufungstermin, mit Einberufenen auf dem Weg in die Kaserne ins Gespräch zu kommen. Seine Botschaft lautete: „Leistet Widerstand, wenn ihr Befehle bekommt, denen ihr im zivilen Leben nicht folgen würdet.“
Zur Einweihung der Installation Denkzeichen zur Erinnerung an die Ermordeten der NS-Militärjustiz am Murellenberg am 8. Mai 2002 in Berlin leitete Baumann seine Rede mit dem Zitat Hitlers ein: „Der Soldat kann sterben, der Deserteur muss sterben.“
Als im November 2015 nach langem Streit das Deserteurdenkmal am Stephansplatz in Hamburg eingeweiht wurde, erinnerte sich Baumann an seinen zum Tode verurteilten Freund Kurt Oldenburg und dessen letzte Worte: „Nie wieder Krieg!“ Er fügte hinzu: „Das ist mir ein Vermächtnis geworden“ und „(für meine Haltung) bin ich beschimpft und von ehemaligen Soldaten verprügelt worden. Ich ging zur Polizei und wurde nochmals zusammengeschlagen“. So wurde Baumann bereits im Jahr 2000 im Rahmen der Gedenkveranstaltung zum 20. Juli 1944 im Bendlerblock und dort während der erstmalig integrierten Rede zu Wehrmachtsdeserteuren vom anwesenden Major der Reserve und wissenschaftlichen Mitarbeiter (Historiker) der TU Darmstadt Dirk Reitz als „Straftäter“ bezeichnet. Eine anschließende gerichtliche Auseinandersetzung vor dem Amtsgericht Tiergarten wurde im Januar 2002 gegen Zahlung einer Geldstrafe von 500 Euro an die Kriegsgräberfürsorge eingestellt.

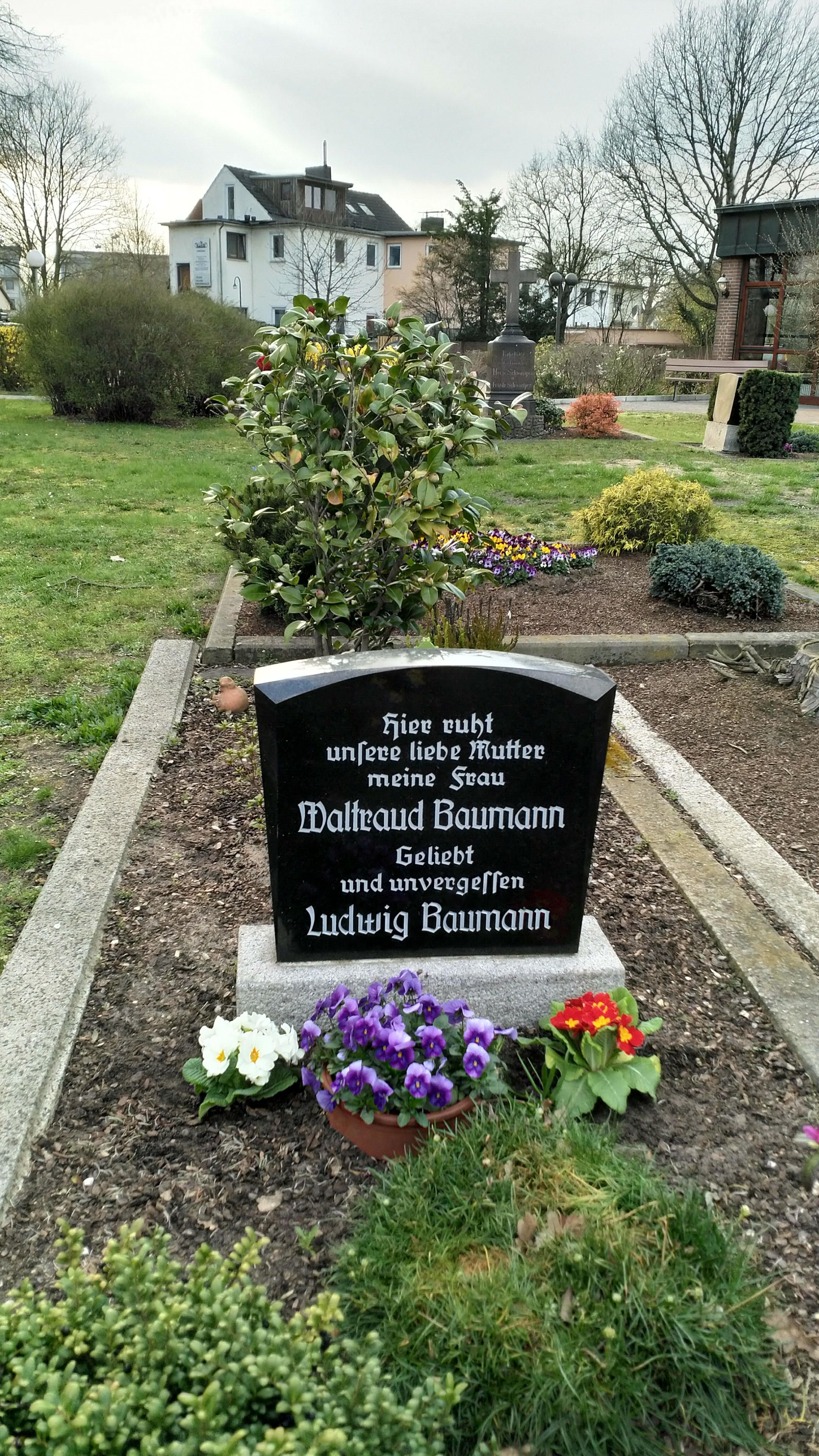
Das Grab von Ludwig Baumann auf dem Friedhof der evangelischen Kirchengemeinde Bremen-Grambke

Ludwig Baumann starb im Juli 2018 im Alter von 96 Jahren in einem Bremer Altenpflegeheim. Er ist auf dem Friedhof der evangelischen Kirchengemeinde Bremen-Grambke bestattet. Die Trauerrede im Bremer DGB-Haus hielt Wolfram Wette. 
Nach Baumanns Tod wurde bekannt, dass mit seinem Umzug ins Pflegeheim seine Opferrente um fast die Hälfte gekürzt und in ein „Heimtaschengeld“ umgewandelt wurde. Sein Sohn erhielt daraufhin eine Rückzahlungsforderung über 4100 Euro. Im Oktober 2018 gab die zuständige Generalzolldirektion Köln bekannt, dass Baumanns Sohn den Betrag – dabei ging es jedoch um 3453,46 Euro – nun doch nicht an die Bundeskasse zurückzahlen muss. Der Grund dafür wurde nicht genannt. Im Februar 2019 teilte die Bundesvereinigung der Opfer der NS-Militärjustiz mit, dass solche Kürzungen nach dem Umzug in ein Heim künftig generell nicht mehr vorgenommen werden; außerdem steige der Mindestbetrag von monatlich 345 auf 415 Euro. Dies habe das Bundesfinanzministerium verfügt. Ein Teil seines Nachlasses wurde dem DIZ Emslandlager übergeben und ist im dortigen Archiv einzusehen.

## Ehrungen
- 1994 erhielt Ludwig Baumann den Sievershäuser Friedenspreis.
- 1995 bekam er den Aachener Friedenspreis.
- 2007 erhielt er den Kultur- und Friedenspreis der Villa Ichon in Bremen.
- 2010 trug sich Baumann in das Goldene Buch der Stadt Erfurt ein.
- Am 13. Dezember 2011 würdigte anlässlich des 90. Geburtstages von Baumann der Bremer Bürgermeister Jens Böhrnsen dessen Einsatz im Rahmen eines Senatsempfangs.[14] Böhrnsen überreichte Baumann den „Bremer Schlüssel“ als Zeichen der Anerkennung seines unermüdlichen Einsatzes für die Opfer der NS-Militärjustiz.
- 2014 erhielt Baumann den Franco-Paselli-Friedenspreis der Internationalen Friedensschule Bremen.
- 2023 soll nach einem Artikel in der taz in Hamburg eine Grünfläche nach Ludwig Baumann benannt werden. Die dafür vorgesehene Grünfläche wird sich in der Nähe der Kurt-Oldenburg-Straße befinden.[15]
- In den Jahren 2023 und 2024 veranstaltete der Hamburger Kulturverein Olmo e. V. am Deserteursdenkmal in Hamburgs Innenstadt das „Ludwig-Baumann-Fest“[16], das mit kulturellen Beiträgen gegen Aufrüstung, Waffenlieferungen und Krieg Stellung bezog.

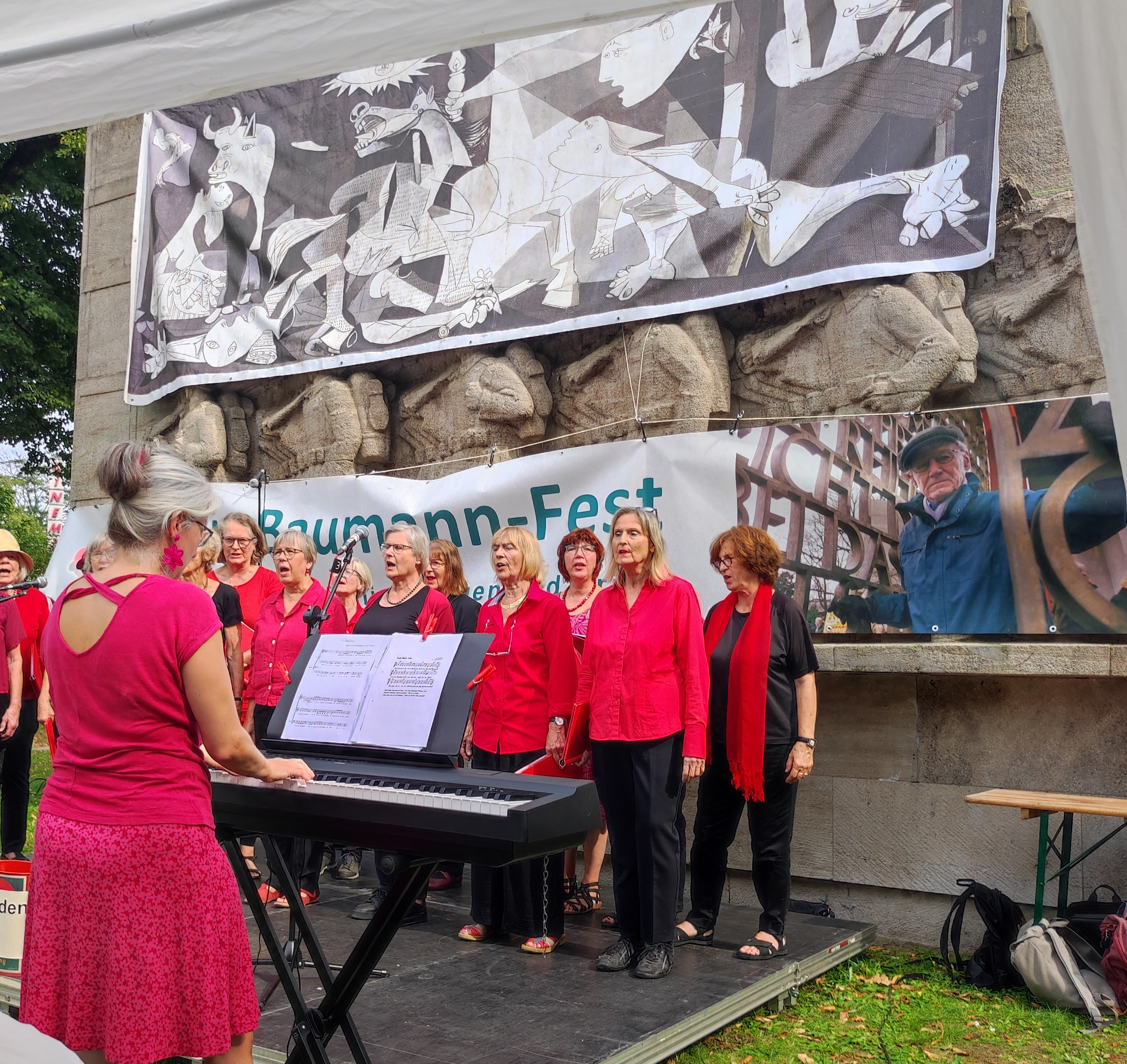
Ludwig-Baumann-Fest 2024 in Hamburg

Die eigens dafür gegründete Potsdamer Initiative schlug ihn zur Nominierung für den Friedensnobelpreis im Jahre 1996 vor.
Die Annahme des Bundesverdienstkreuzes hat Baumann unter anderem deshalb abgelehnt, „weil ich keinen Orden haben will, den auch ehemalige Nazis tragen“.

### Ludwig-Baumann-Preis
Der Carl-von-Ossietzky-Solidaritätsfonds der Deutschen Friedensgesellschaft – Vereinigte KriegsdienstgegnerInnen vergibt seit 2022 den Ludwig-Baumann-Preis für herausragendes Friedensengagement trotz Repression.

## Werke
- Niemals gegen das Gewissen: Plädoyer des letzten Wehrmachtsdeserteurs. Herder, Freiburg im Breisgau 2014, ISBN 978-3-451-30984-7 (unter Mitwirkung von Norbert Joa). Auch als Hörbuch von ihm selbst gelesen.

## Dokumentarfilm
Eine Dokumentation über Baumann, gedreht von der Filmemacherin Annette Ortlieb, kam im November 2023 in die Kinos. Der Film trägt den Titel „Die Liebe zum Leben“ und beschreibt Baumanns Lebensweg, seinen Kampf um Rehabilitation sowie seine Liebe zur Natur.